# Рамон Менендес Підаль
Рамон Менендес Підаль — ісп. Ramón Menéndez Pidal — (13 березня 1869 року, А-Корунья, провінція А-Корунья (провінція), Галісія — 14 листопада 1968 року, Мадрид, Іспанія) — іспанський науковець, педагог, драматург, письменник.

## Біографія

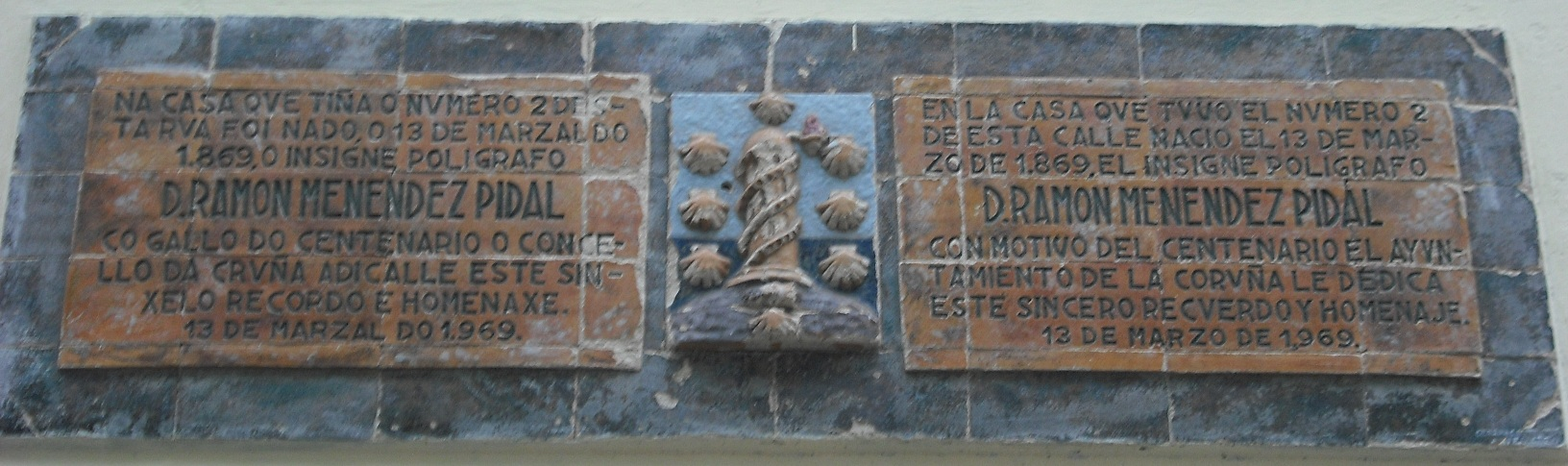
Меморіальна дошка на честь науковця на будинку №2 на вулиці Санта-Марія-де-Ла-Корунья

Народився в Галісії у консервативній родині судді. Був значною мірою самоучкою. В юні роки він познайомився з методами німецької школи філології. Він був послідовником  позитивістського принципу дослідження, згідно з яким кожне твердження повинно було бути підтриманим документальними свідченнями. У своїх пошуках скоро перевершив документальний позитивізм. На базі отриманої самоосвіти вступив до Мадридського університету, де навчався у класі Марселіно Менендеса-і-Пелайо. У 1896-1899 роках викладав в мадридському «Атенеумі» (Ateneo de Madrid).  У 1899 очолив в університеті кафедру романської філології (вийшов у відставку у 1939).

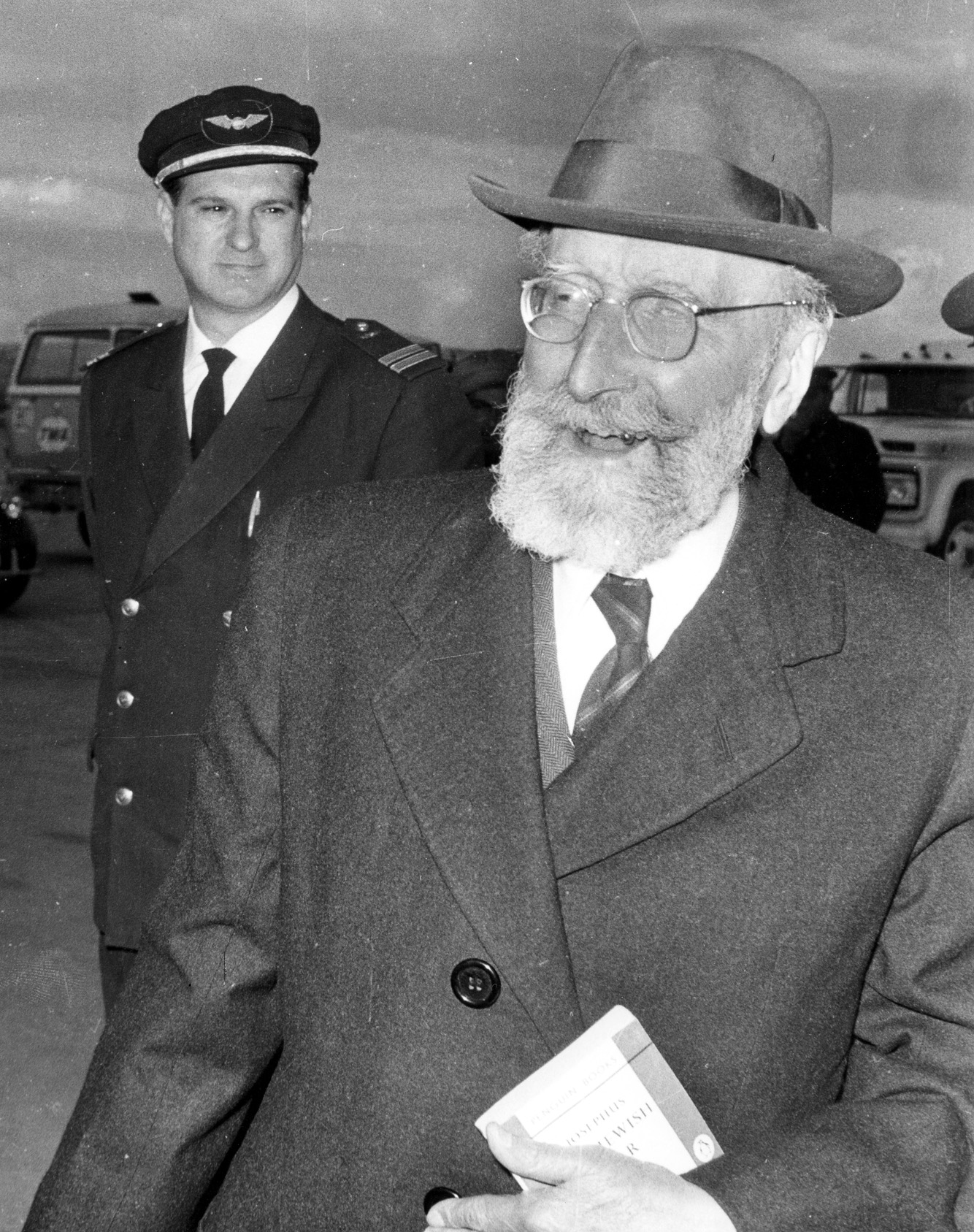
Рамон Менендес Підаль у 1964 році

Член Іспанської королівської академії (з 1901). У 1925 очолив Академію. З 1933 року — перший ректор Міжнародного університету імені Менендеса Пелайо в Мадриді. Вважав, що політики часто були серйозною перешкодою для наукової роботи. У роки Громадянської війни жив у вигнанні (Куба, США, Франція). 1939 року на знак протесту проти політики Франциско Франко залишив посаду директора Академії. Повернувся 1947 року й залишався на посаді директора до смерті[відсутнє в джерелі].

## Наукові інтереси

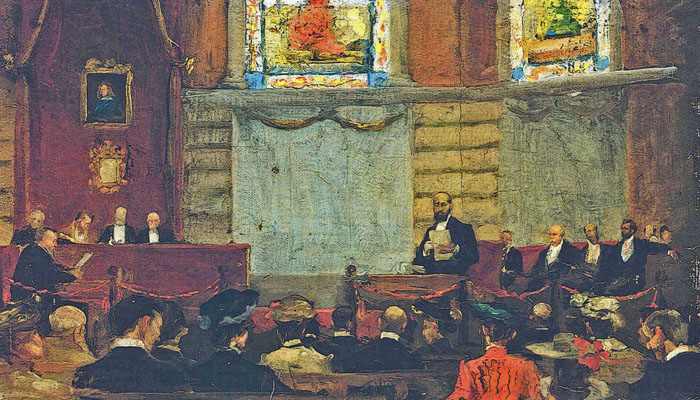
Рамон Менендес Підаль читає лекцію в Іспанській королівській академії (картина пера його брата, Луїса Менендеса Підаля)

Філологічне покликанням прокинулося, коли молодий Рамон пішов в експедиція разом зі своїм братом Джоном, який зібрав старовинні романси в горах Астурії. Перші романси, яким він присвятив частину своїх досліджень, почув безпосередньо від молодих пастухів і селян під час цих візитів. У подальшому звернув увагу на лінгвістичні особливості місцевих діалектів і говірок.
У вивченні іспанського середньовіччя прагнув допомогти відновити справжній образ Іспанії. Його перша книга, Leyenda de los siete infantes de Lara (1896), попри свої недоліки є хорошим прикладом цього. Отримав премію академії за результатами конкурсу у 1895 році за твір Cantar del mío Cid: texto, gramática y vocabulario, який не було опубліковано аж до 1908 — 1911 років, коли його було переглянуто й розширено. В оновленні бачення медієвістики Іспанії Менендес Підаль був не один. Його супроводжували такі люди, як іспанський археолог та палеограф Мануель Го́мес-Море́но Мартінес, арабіст Мігель Асін Паласіос та інші. Менендес Підаль належав до покоління 98 року — кола іспанських письменників, які гостро переживали у своїй творчості остаточний крах іспанської імперії, який довершився поразкою в іспано-американській війні. У своїх прагненнях до змін Підаль підтримував зв'язки з Азоріном, Мігелем де Унамуно, Антоніо Мачадо. У колі його близьких друзів були Хуан Рамон Хіменес, Хосе Ортега-і-Гассетта інші діячі культури Іспанії, з якими він підтримував регулярні зв'язки.

## Наукова школа

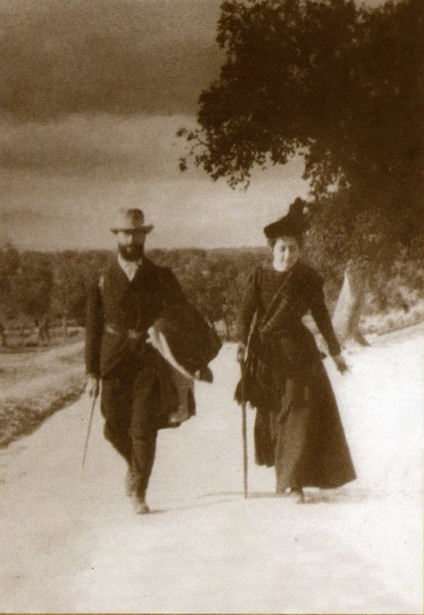
Рамон Менендес Пидаль з дружиною на прогулянці шляхом Сіда

Найбільша з його теорій — теорія мовних змін, яка подолала жорсткі рамки позитивізму, згідно з якою граматика мови іноді змінюється, проживши у стані спокою століття, а узагальнення граматичних правил також залежить від соціальних і культурних факторів. Був визнаний як майстер іспанської філології. Цьому сприяли не тільки величина й наукова якість його робіт, а й те, що він долучав до роботи молодих дослідників, які зблизилися з ним, бажаючи приєднатися до наукової школи. І його перші учні (починаючи з Оніса, Кастро, А. Алонсо, Томаса Наварро), закінчуючи навіть тими, хто найпізніше приєдналися до них (Алонсо, Лапеса, А. Замора, Анхель Розенблат й багато інших), всі прийняли нову концепцію іспанської філології[джерело?]. Учні будуть поширювати основоположні принципи нової школи протягом століття.
На основі школи утворився Центр історичних досліджень. З 1915 року Підаль був його директором. Там же заснував журнали Revista de filologia española (1914 рік),Historia de España (1940 рік). У створеній науковій школі практикувалася ідея інтелектуальної ліберальної думки в усій її повноті. Як справжній учитель, Менендес Підаль був великим покровителем ідей і проектів молоді. Лише огляд робіт своїх учнів дозволяв йому бачити, що на основі спільних науковий інтересів, роботи його колег з Центру історичних досліджень йшли нарізно навіть з його науковим висновками. Не було сліпого наслідування наукового керівника. Його постать, і його робота була лише рушієм, центром нових наукових інтересів. Таким чином було завершено велику справу будівництва школи філологічних наук, яка вийшла далеко за рамки простого фізичного існування свого творця.

## Уподобання
Основна риса його особистості — інтелектуальна суворість. Його численні рукописи зберегли безліч приміток, які виявляються в ретельній документації кожного наукового кроку, поетапним підтвердженням його теорії мовної та філологічної інтерпретації. Крім того, значимою була його прискіпливість, з якою він планував свої твори. Збереглися рукописні нотатки з графіком остаточного завершення і фіксуванням ходу роботи над кожним етапом дослідження, нотатки майбутніх планів та думок, до яких слід повернутися у майбутньому. Саме цей ідеал суворості привів його до доопрацювання та виправлення деяких з його основних робіт.
Був гарним альпіністом. Їздив в експедиції в Анди 1905 року, під час арбітражної прикордонної суперечки між Перу й Еквадором, яку він був призначений розв'язати[джерело?]. Одним найбільших задоволень для нього була прогулянка по горах біля Мадриду разом зі своєї дружиною, донною Марією Гойра.

## Основні праці
Автор праць з історії Іспанії та іспанської мови, серед яких:
- Leyenda de los siete infantes de Lara (1896)
- Catálogo de las Crónicas Generales de España (1898)
- Antología de prosistas castellanos (1898)
- Notas para el romancero del Conde Fernán González (1899)
- Manual elemental de gramática histórica española (1904)
- El dialecto leonés (1906)
- Cantar del mío Cid: texto, gramática y vocabulario (1908—1912)
- La epopeya castellana a través de la literatura española (1910)
- Orígenes del español (1926)
- Flor nueva de romances viejos (1928)
- La España del Cid (1929)
- Historia de España (1935-2004)
- La idea imperial de Carlos V (1938)
- El idioma español en sus primeros tiempos (1942)
- La lengua de Cristóbal Colón (1942)
- Historia y epopeya de los orígenes de Castilla (1942)
- Historia del Cid (1942)
- Toponimia ibero-vasca en la Celtiberia (1950)
- Reliquias de la poesía épica española (1952)
- Toponimia prerrománica hispana (1952—1953)
- Romancero hispánico (1953)
- Toponimia prerrománica hispana (1953)
- Poesía juglaresca y juglares 1957)
- En torno a la lengua vasca (1962)
- [El Padre Las Casas: su verdadera personalidad (1963)
- Crestomatía del español medieval (1965—1966)
- Dinis el Labrador 1950

## Визнання
- Член Національної академії деі Лінчеі (Італія)
- лауреат премії Антоніо Фельтрінеллі (1952)

## Екранізації та постановки
- Ель Сід (англ. El Cid) — кінофільм режисера Ентоні Манна, який вийшов на екрани в 1961 році.
- Дініш Лаврадор — драма поставлена в Україні театром «Фабула» Полтавського національного педагогічного університету імені В. Г. Короленка (прем'єра відбулася навесні 2012 року)[21].